# Tupistra stoliczana
Tupistra stoliczana är en sparrisväxtart som beskrevs av Wilhelm Sulpiz Kurz. Tupistra stoliczana ingår i släktet Tupistra och familjen sparrisväxter.
Artens utbredningsområde är Burma. Inga underarter finns listade i Catalogue of Life.